# Холперт, Эрвин
Эрвин Холперт (серб. Ервин Холперт / Ervin Holpert; 22 апреля 1986, Сомбор) — сербский гребец-байдарочник, выступает за сборную Сербии начиная с 2012 года. Участник летних Олимпийских игр в Лондоне, бронзовый призёр чемпионата Европы, серебряный призёр Средиземноморских игр в Мерсине, многократный победитель и призёр регат национального значения.

## Биография
Эрвин Холперт родился 22 апреля 1986 года в городе Сомбор автономного края Воеводина, Югославия, имеет венгерское происхождение.
Первого серьёзного успеха на взрослом международном уровне добился в сезоне 2012 года, когда попал в основной состав сербской национальной сборной и побывал на чемпионате Европы в хорватском Загребе, откуда привёз награду бронзового достоинства, выигранную в зачёте четырёхместных байдарок на дистанции 1000 метров. Благодаря череде удачных выступлений удостоился права защищать честь страны на летних Олимпийских играх в Лондоне. Стартовал здесь в километровой дисциплине байдарок-четвёрок совместно с такими гребцами как Миленко Зорич, Александар Алексич и Деян Терзич — с пятого места квалифицировался на предварительном этапе и затем на стадии полуфиналов финишировал седьмым, расположившись в итоговом протоколе соревнований на девятой строке.
После лондонской Олимпиады Холперт остался в основном составе гребной команды Сербии и продолжил принимать участие в крупнейших международных регатах. Так, в 2013 году он выступил на Средиземноморских играх в турецком Мерсине, где вместе с Деяном Терзичем стал серебряным призёром в программе двухместных байдарок на тысяче метрах — на финише их обошёл только итальянский экипаж Николы Рипамонти и Альбино Баттелли.
Находясь в числе лидеров сербской национальной сборной, в 2015 году Эрвин Холперт отправился представлять страну на первых Европейских играх в Баку — в составе четырёхместного экипажа, куда также вошли гребцы Симо Болтич, Владимир Торубаров и Деян Терзич, занял четвёртое место в стартовом квалификационном заезде, был вторым в полуфинале, а в решающем заезде показал шестое время, немного не дотянув до призовых позиций.